# 古賀市
古賀市（こがし）は、福岡県の糟屋地方にある市。

## 概要

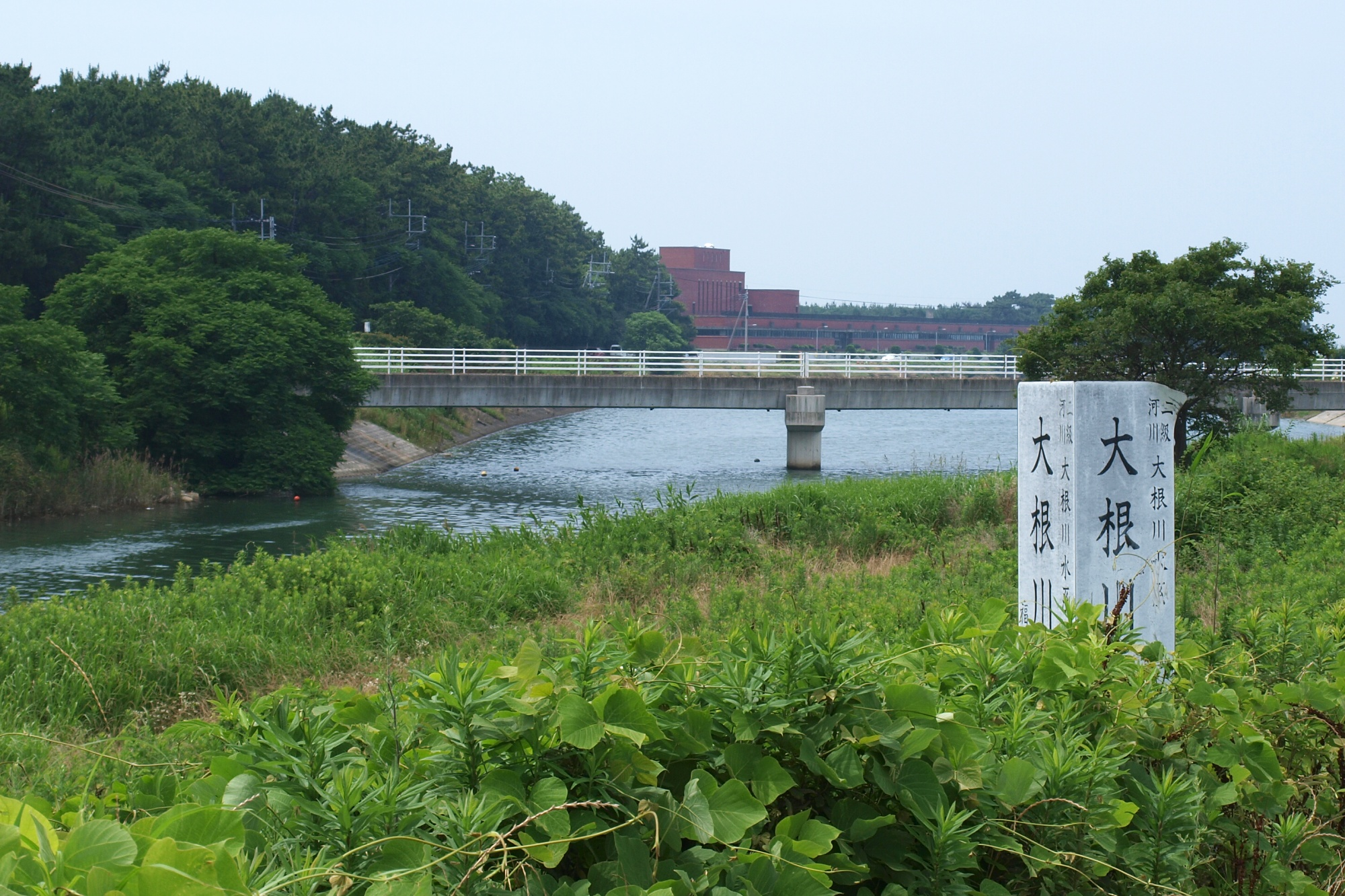
大根川

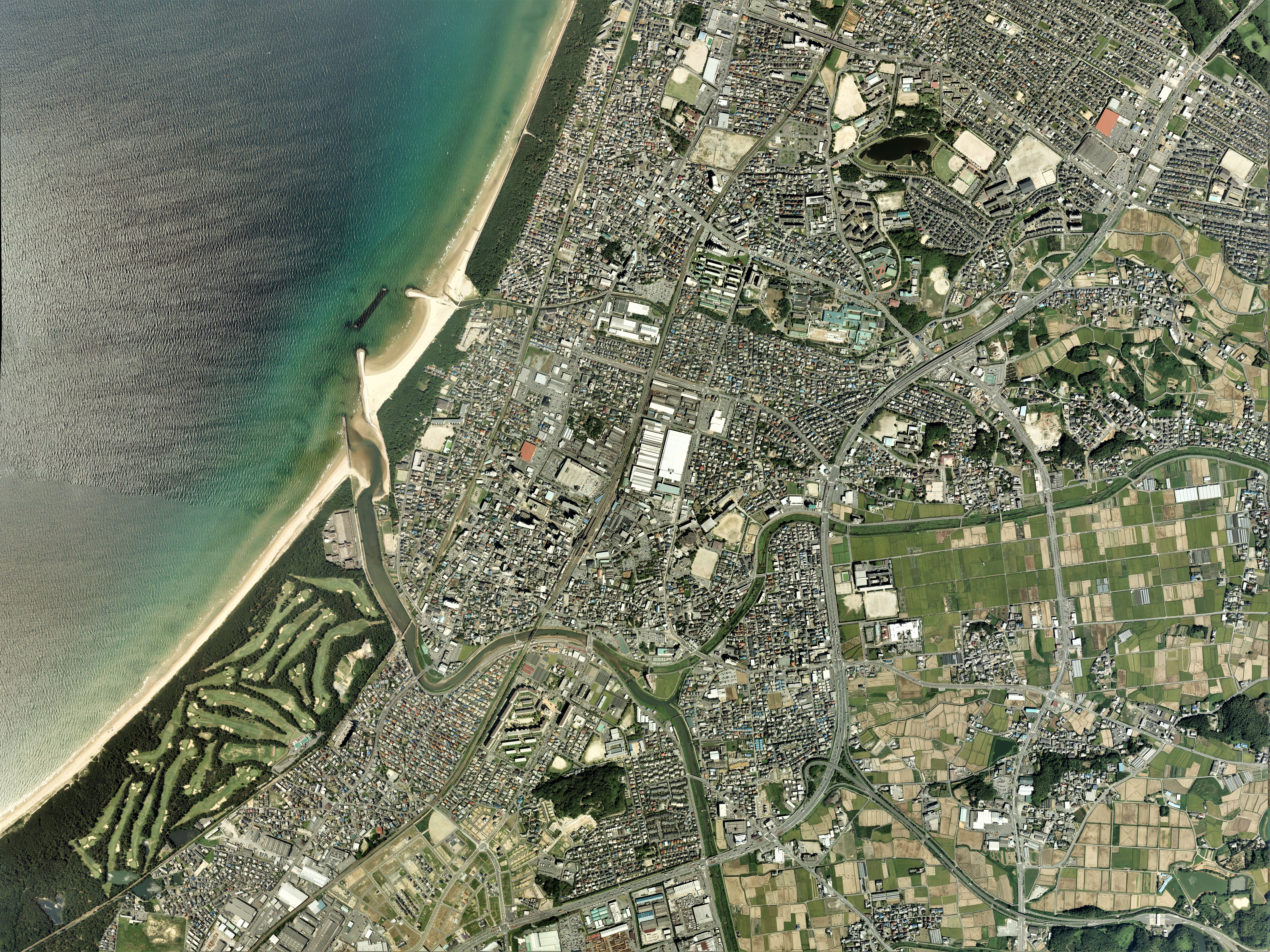
古賀市中心部周辺の空中写真。
2007年9月20日撮影の15枚を合成作成。。

福岡市から北東約15km、宗像市から南西約15kmの場所に位置する。福岡都市圏の10%通勤圏に属し、福岡市のベッドタウンとして順調に人口を伸ばしてきたが、現在その伸びが鈍化しつつある。市制施行前は糟屋郡古賀町であり、現在でも広域行政などの点で糟屋郡との関係が深いほか、隣接している宗像市・福津市・新宮町とも歴史的に関係が深い。

## 地理
西は玄界灘に面し、松原が広がる砂丘地帯である。北部と南部には丘陵地があり、それぞれ福津市、新宮町に接している。東部には三郡山地から延びる犬鳴山地がある。町中心部には、その山地から大根川（花鶴川）が流れる。大根川と隣に流れる中川の堆積・扇状地で小平地を形成している。
中心は天神地区（福岡市中央区天神とは別）であるが、近年その空洞化が懸念されている。総合文化施設「サンフレアこが」があり、図書館や歴史資料館などの施設が整っている。玄海国定公園の一角を担う花鶴ヶ浜（新宮海岸）や宮若市との町境にある西山など自然にも恵まれている。

### 隣接する自治体
- 福津市
- 宮若市
- 糟屋郡：新宮町、久山町

### 地名
- 久保
- 古賀
- 庄
- 鹿部
- 筵内
- 小山田（旧小野村）
- 薦野（旧小野村）
- 谷山（旧小野村）
- 米多比（旧小野村）
- 薬王寺（旧小野村）
- 青柳（旧青柳村）
- 青柳町（旧青柳村）
- 今在家（旧青柳村）
- 小竹（旧青柳村）
- 川原（旧青柳村）
- 新原（旧青柳村）
- 花鶴丘1丁目〜3丁目（1976年〈昭和51年〉、古賀・鹿部より発足）
- 天神1丁目〜7丁目（1976年〈昭和51年〉に1丁目、のちに（（年不詳））2丁目〜7丁目が古賀・鹿部より発足）
- 糸ケ浦（青柳より発足。年不詳）
- 今の庄1丁目〜3丁目（今在家・庄・新原・久保より発足。年不詳）
- 駅東1丁目〜5丁目（久保・古賀より発足。年不詳）
- 千鳥1丁目〜6丁目（久保より発足。年不詳）
- 中央1丁目〜6丁目（久保などより発足。年不詳）
- 花見東1丁目〜6丁目（久保より発足。年不詳）
- 花見南1丁目〜3丁目（久保より発足。年不詳）
- 日吉1丁目〜3丁目（鹿部・古賀より発足。年不詳）
- 舞の里1丁目〜5丁目（筵内・久保より発足。年不詳）
- 美明1丁目〜3丁目（2006年（平成18年）に鹿部より発足）
- 新久保1丁目〜2丁目（2007年〈平成19年〉に久保より発足）
- 美郷（2017年〈平成29年〉に久保より発足）
- 玄望園（2020年〈令和2年〉に筵内より発足）

## 歴史

### 近現代
1889年（明治22年）4月1日に席内村（むしろうちむら）が発足し、1938年（昭和13年）4月17日に町制施行して古賀町（旧）となった。席内が古賀になったのは、1889年（明治22年）に鉄道が敷かれる際に集落を避けて海岸沿いの「古賀」（現・天神）に駅を作ったからと言われている。

### 沿革
- 1955年（昭和30年）04月01日 - 古賀町（旧）・小野村・青柳村が合併し町制施行され古賀町となる。
- 1997年（平成09年）10月01日 - 市制施行され古賀市となる。

### 合併構想
2007年7月10日、古賀市長は福津市長、新宮町長に2市1町（福津市、新宮町、古賀市）合併の提言を行った。
なお、新宮町に関しては福岡市との合併構想もある。

### 歴代市長
| 代       | 氏名       | 就任日                     | 退任日                     | 備考                    |
| 古賀町長 | 古賀町長   | 古賀町長                   | 古賀町長                   | 古賀町長                |
| -------- | ---------- | -------------------------- | -------------------------- | ----------------------- |
|          | 森藤雄     | 1990年（平成02年）12月24日 | 1997年（平成09年）9月30日  |                         |
| 古賀市長 |            |                            |                            |                         |
| 初       | 森藤雄     | （1990年12月24日）         | 1998年（平成10年）12月22日 | 1997年10月1日、市制施行 |
| 2-4      | 中村隆象   | 1998年（平成10年）12月23日 | 2010年（平成22年）12月22日 |                         |
| 5        | 竹下司津男 | 2010年（平成22年）12月23日 | 2014年（平成26年）12月22日 |                         |
| 6        | 中村隆象   | 2014年（平成26年）12月23日 | 2018年（平成30年）12月22日 | 返り咲き。通算4期       |
| 7-8      | 田辺一城   | 2018年（平成30年）12月23日 |                            | 現職                    |

## 行政

### 市長
- 田辺一城（2期目）
- 任期終了日：2026年12月22日

### 市議会
- 定数：19人[5]
- 任期：2023年（令和5年）5月12日まで

### 消防
- 粕屋北部消防本部
  - 粕屋北部消防署

### 警察
- 福岡県警察粕屋警察署（粕屋町）
  - 古賀交番
  - 青柳交番
  - 小野駐在所

### 公共施設
- サンコスモ古賀
- 古賀市生涯学習センター（リーパスプラザこが）
  - 古賀市中央公民館
  - 古賀市立図書館
  - 古賀市立歴史資料館
  - 古賀市交流館

### 国政
- 衆議院選挙区: 福岡4区
- 参議院選挙区: 福岡県選挙区

## 地域

### 人口
| |                                        |  |
| 古賀市と全国の年齢別人口分布（2005年） | 古賀市の年齢・男女別人口分布（2005年） |  |
| ■紫色 ― 古賀市 ■緑色 ― 日本全国 | ■青色 ― 男性 ■赤色 ― 女性              |  |
| 古賀市（に相当する地域）の人口の推移 \| 1970年（昭和45年） \| 25,195人 \| \| \| 1975年（昭和50年） \| 28,821人 \| \| \| 1980年（昭和55年） \| 35,562人 \| \| \| 1985年（昭和60年） \| 41,311人 \| \| \| 1990年（平成2年） \| 45,725人 \| \| \| 1995年（平成7年） \| 51,244人 \| \| \| 2000年（平成12年） \| 55,476人 \| \| \| 2005年（平成17年） \| 55,943人 \| \| \| 2010年（平成22年） \| 57,920人 \| \| \| 2015年（平成27年） \| 57,959人 \| \| \| 2020年（令和2年） \| 58,786人 \| \| |                                        |  |
| 総務省統計局 国勢調査より |                                        |  |
| 1970年（昭和45年） | 25,195人                               |  |
| 1975年（昭和50年） | 28,821人                               |  |
| 1980年（昭和55年） | 35,562人                               |  |
| 1985年（昭和60年） | 41,311人                               |  |
| 1990年（平成2年） | 45,725人                               |  |
| 1995年（平成7年） | 51,244人                               |  |
| 2000年（平成12年） | 55,476人                               |  |
| 2005年（平成17年） | 55,943人                               |  |
| 2010年（平成22年） | 57,920人                               |  |
| 2015年（平成27年） | 57,959人                               |  |
| 2020年（令和2年） | 58,786人                               |  |

### 教育

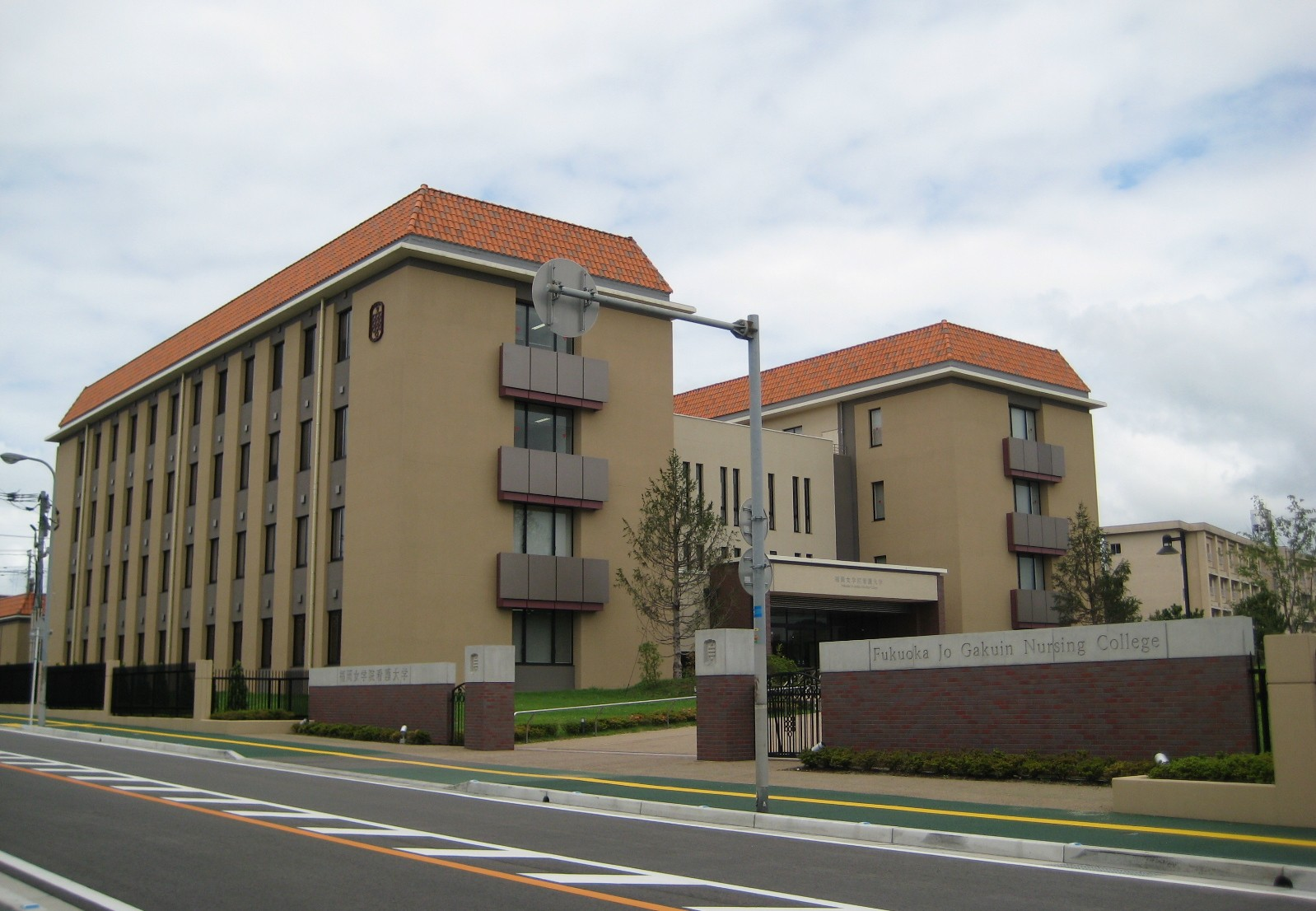
福岡女学院看護大学

#### 大学
- 福岡女学院看護大学

#### 高等学校
- 福岡県立玄界高等学校
- 福岡県公立古賀竟成館高等学校（組合立）

#### 中学校
- 古賀市立古賀中学校
- 古賀市立古賀北中学校
- 古賀市立古賀東中学校

#### 小学校
- 古賀市立青柳小学校
- 古賀市立小野小学校
- 古賀市立古賀東小学校

- 古賀市立古賀西小学校
- 古賀市立花鶴小学校
- 古賀市立千鳥小学校

- 古賀市立花見小学校
- 古賀市立舞の里小学校

### 医療
- 独立行政法人国立病院機構福岡東医療センター

## 産業
明治から昭和初期にかけて、1897年（明治30年）創業の長崎材木店など近隣の木材産地を供給源とする製材業や製紙業が発達し、1937年（昭和12年）から1970年（昭和45年）まで高千穂製紙古賀工場が稼働していた。また、交通の便の良さと豊富な工業用水から機械工業の進出も進み、1934年（昭和9年）に鉱山用機械製造の岡部機械工業、1942年（昭和17年）に工作機械製造の西部電機が同市に製造拠点を移している。この他、同市で創業年の古い企業として、1897年（明治30年）創業の長崎材木店、1919年（大正8年）創業のニビシ醤油がある。
第二次世界大戦後も、1965年（昭和40年）に今在家工業団地、1981年（昭和56年）に青柳工業団地の分譲が開始され、2010年代時点でも機械工業や食品工業などの工場が多く立地している。

### 本社を置く企業
- 長崎材木店
- ニビシ醤油
- 西部電機
- ネオシス - フジマックの福岡工場を2000年に分社化。

### 特産物
- 山見阪ネーブル
- おかひじき
- 花鶴饅頭

## 交通

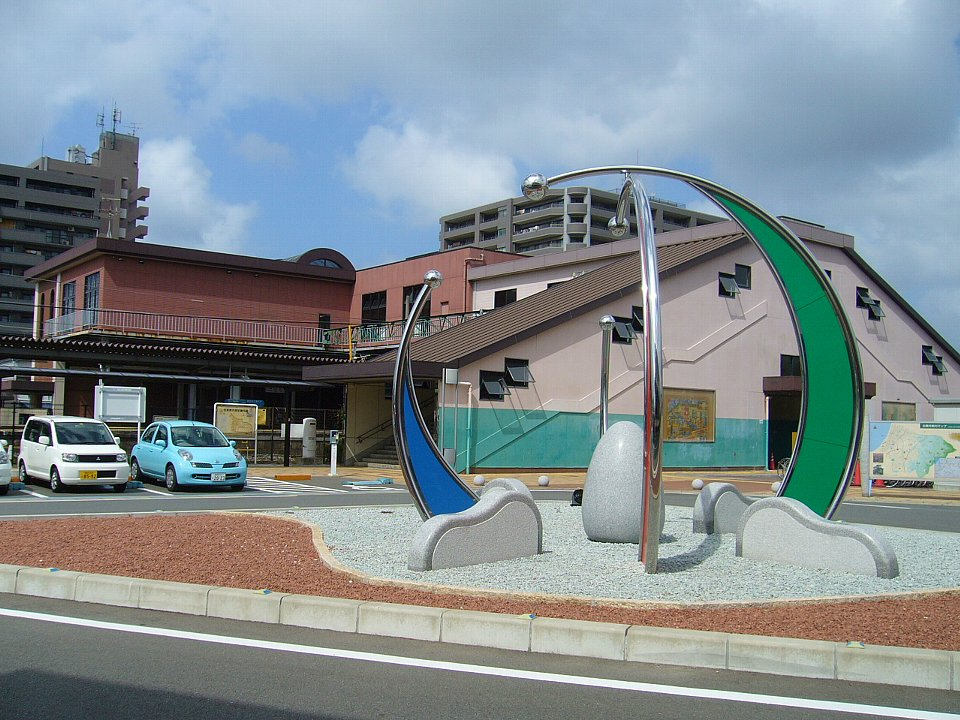
古賀駅

### 鉄道路線
九州旅客鉄道（JR九州）
- 鹿児島本線
  - 千鳥駅 - 古賀駅 - ししぶ駅

#### 廃止された鉄道路線
西日本鉄道（西鉄）
- 宮地岳線
  - 古賀ゴルフ場前駅 - 西鉄古賀駅 - 花見駅

### 道路

#### 高速道路
- 九州自動車道
  - 古賀サービスエリア - 古賀インターチェンジ

#### 一般国道
- 国道3号
- 国道495号

#### 主要地方道
- 福岡県道35号筑紫野古賀線

### バス
- 西鉄バス - コガバス以外の市内すべての路線バスを運行する。古賀市と福岡市および周辺市町を結ぶ路線と、古賀市内路線（行先番号1桁）がある。また、福岡市と直方市を結ぶ高速バスが市内の青柳バスストップに停車する。
  - 1：古賀駅前 - 青柳四ツ角 - 薬王寺 - 薦野
  - 2：古賀駅前 - 市役所前 - 筵内 - 薦野
  - 3：古賀駅前 - 花見 - 福岡東医療センター - 千鳥駅入口 - 舞の里
  - 6：グリーンパーク古賀 - 小竹 - 工業団地 - 古賀駅東口 - 古賀団地前 - 福岡東医療センター - 舞の里
  - 26・26A：福岡市 - 新宮町 - 古賀市 - 福津市 - 宗像市（国道495号・各市町中心部経由）
  - 急行：福岡市 - 新宮町 - 古賀市 - 福津市 - 宗像市（国道3号バイパス経由）
  - 高速（西鉄バス筑豊運行）：福岡市 - 高速青柳 - 緑ヶ丘（北九州市八幡西区） - 直方市
- 古賀市公共施設等連絡バス「コガバス」 - 2路線運行されている。
- のるーと古賀 - ししぶ駅周辺の住宅地で運行するオンデマンドバス。

## 名所・旧跡・観光スポット・祭事・催事

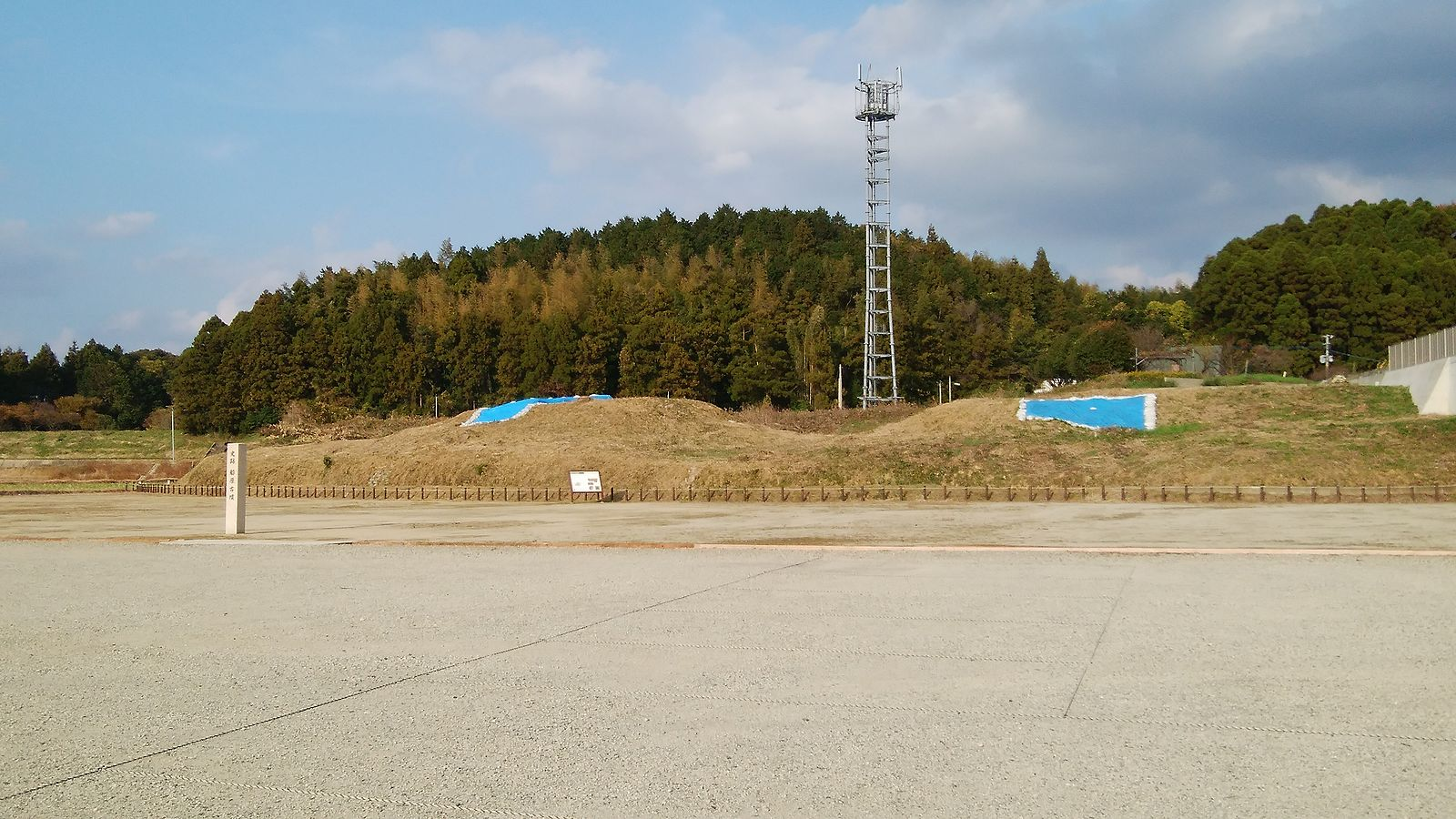
船原古墳

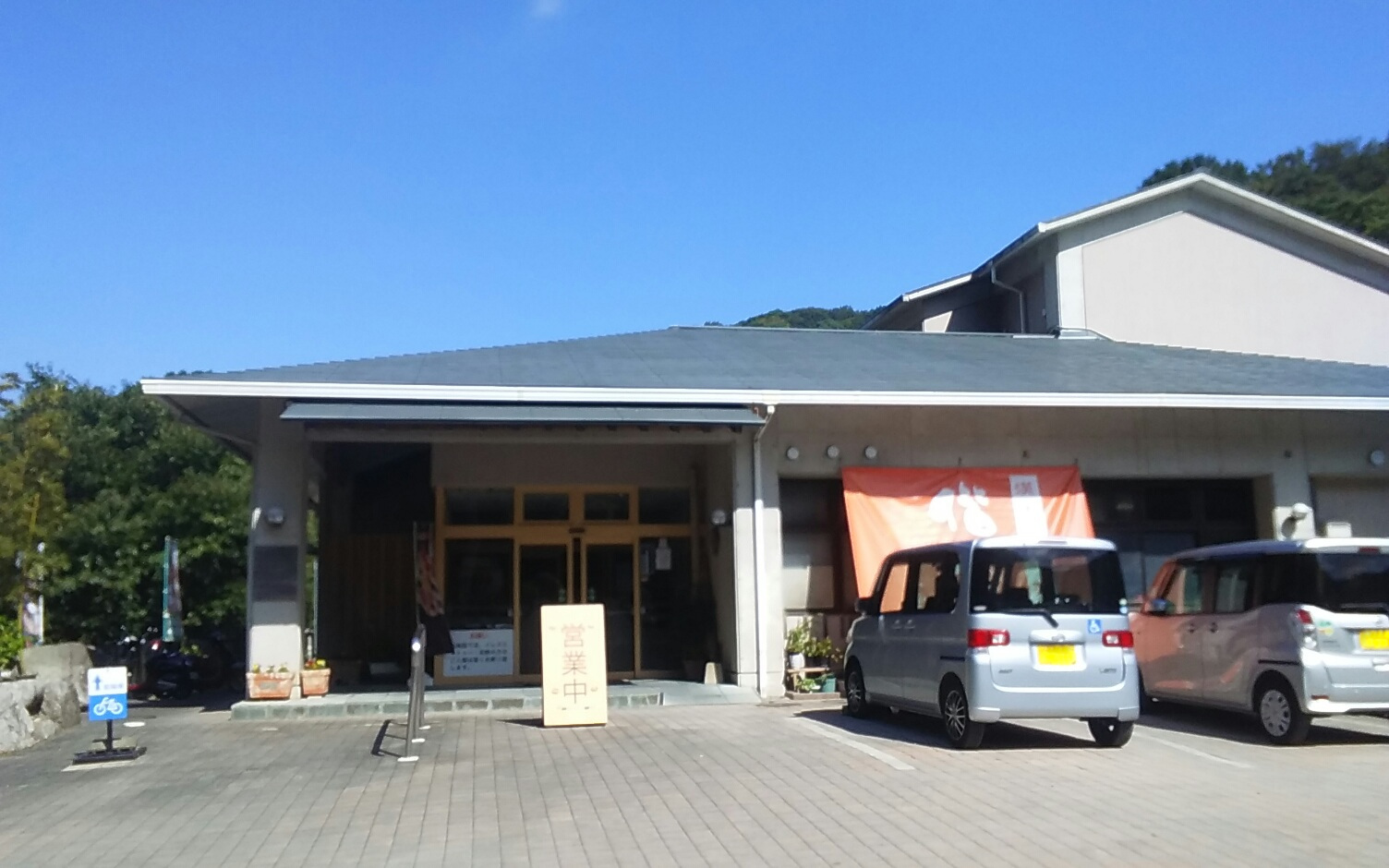
薬王寺温泉

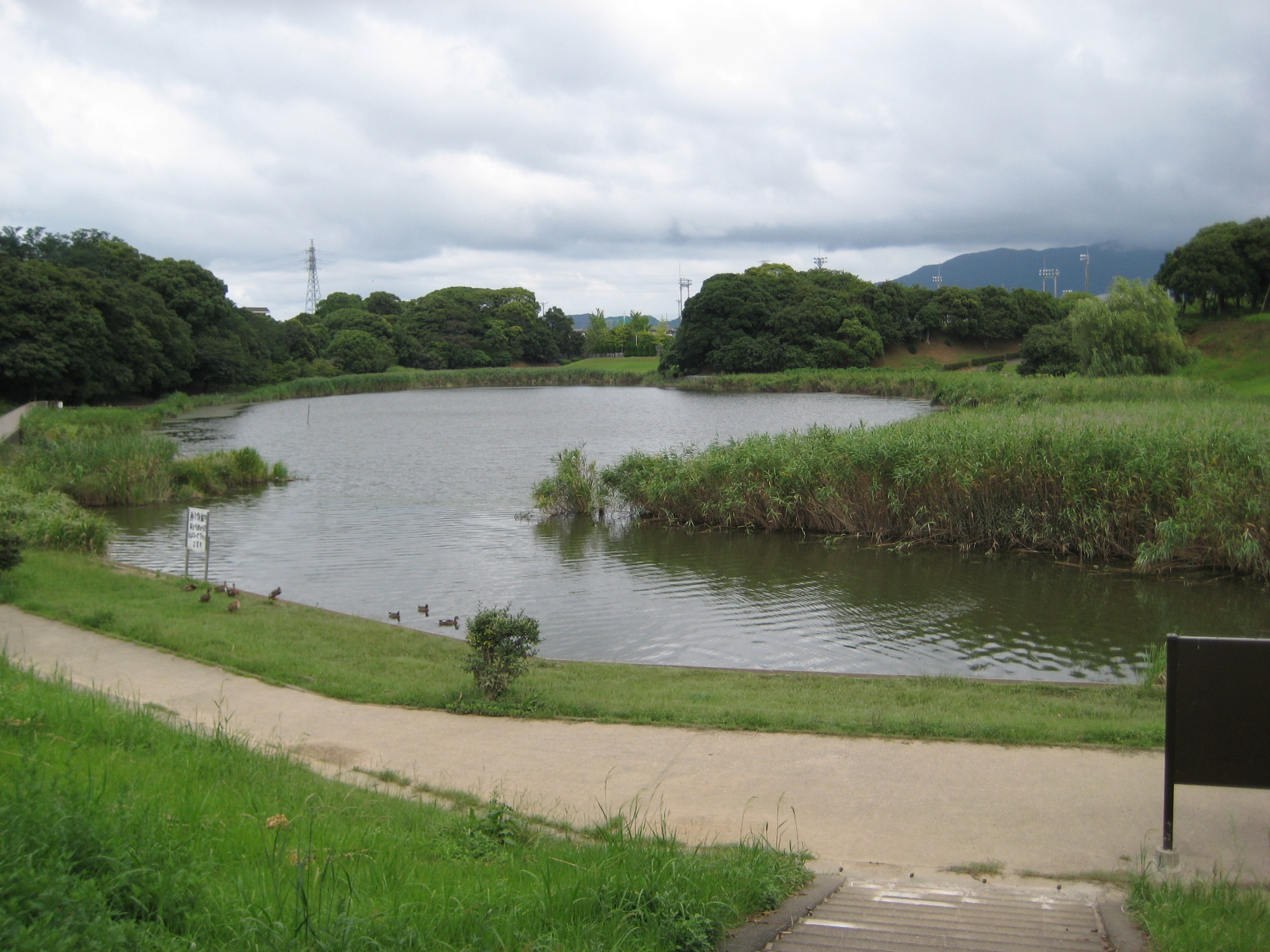
千鳥ヶ池

- 船原古墳：2016年、古賀市では初めて国の史跡に指定された。
- 薬王寺温泉
- 須賀神社
- 古賀神社
- 五所八幡宮
  - 放生会（毎年10月に行われる豊作を祝う祭り）9月もある。
- 古賀ゴルフクラブ
- 千鳥ヶ池公園
- 古賀グリーンパーク

## 出身者
- 秋音光（元宝塚歌劇団宙組男役）
- 石村雅幸（日本画家） - 4歳まで古賀市で暮らすが、本籍地は愛媛県四国中央市
- 一穂（シンガーソングライター）
- 大橋和也（なにわ男子） - 3歳から大阪府で育つ[9][10]
- 小野生奈（競艇選手）
  - 小野真歩（競艇選手。生奈の実妹。）
- くらの（漫画家）
- 酒井志穂（競泳選手）
- 篠塚ひろむ（漫画家・ミルモでポン!の原作者）
- 渋田黎明花（時代小説作家、作詞家、俳人）
- 副田信隆（作詞・作曲家）
- 崇岡白（俳優）
- 田畠裕基（漫画家）
- 筒井淳也（社会学者）
- 長崎真友子（実業家、元九州朝日放送アナウンサー）
- 中島卓偉（ミュージシャン）
- 西村憲（元プロ野球選手、コーチ）
  - 西村悟（元プロ野球選手。憲の実兄。）
- 博多大吉（漫才師、博多華丸・大吉メンバー。古賀市の「ふるさと大使」。） - 生まれは兵庫県神戸市
- 福岡堅樹（元ラグビー選手日本代表）
- YUI（シンガーソングライター）
- 吉川貴司（ローカルタレント）
- 吉田彰（元ミュージシャン。チューリップの初期メンバー。）
- 米谷奈津子（フリーアナウンサー）
- 吉村裕基（元プロ野球選手）